# مكافح (فلم)
مكافح هو فيلم جزائري يحكي قصة أحد المحتشدات اثناء الثورة التحريرية الجزائرية.

## الممثلون
- عبد الحليم رئيس
- محمد كشرود
- السعيد مزياني
- اشرف ايدير
- إبراهيم بوعماري
- حسن الحسني
- دنيال كيروفور
- فيليب لوكي
- باسكال كيروفور
- فامسوم روجيه

## الطاقم الفني
- مخرج: بن عمر بختي
- كاتبة المخرج: مليكة بن يخلف
- المراقبة: العربي نابتي، بلقاسم سويعدي
- مدير النصوير: يوسف صحراوي
- المصور: احمد بسة الزين
- مصمم المناظر: عبد القادر نكروف
- مسؤول التركيب: عمر شرفي

## روابط الأخرى
- مشاهدة الفيلم على قناة التلفزيون الجزائري.[1]